# Penndel
Penndel es un borough ubicado en el condado de Bucks en el estado estadounidense de Pensilvania. En el año 2000 tenía una población de 2,420 habitantes y una densidad poblacional de 2,139.6 personas por km².

## Geografía
Penndel se encuentra ubicado en las coordenadas 40°9′22″N 74°54′51″O / 40.15611, -74.91417.

## Demografía
Según la Oficina del Censo en 2000 los ingresos medios por hogar en la localidad eran de $36,296 y los ingresos medios por familia eran $46,336. Los hombres tenían unos ingresos medios de $33,813 frente a los $29,911 para las mujeres. La renta per cápita para la localidad era de $17,897. Alrededor del 4.6% de la población estaba por debajo del umbral de pobreza.